# Карл Маух
Карл Маух (на немски: Karl Mauch) е германски кратограф, изследовател на Африка.

## Ранни години (1837 – 1865)
Роден е на 7 май 1837 година в Щетин (на немски: Stetten), провинция Баден-Вюртемберг, Германия, в семейство на дърводелец. Завършва средно образование в Лудвигсбург и на 17-годишна възраст постъпва в католическа семинария. През 1856 г. завършва образованието си и получава работа като преподавател, а от 1859 до 1863 е частен учител в различни аристократични семейства в Щирия. Преподавателската дейност подтиква страстта му към пътешествия и от 1863 до 1865 г. извършва плаване по море като пасажер на различни търговски кораби. През 1865 г., корабът на който плава Маух, акостира в Дърбан, Южна Африка, и в продължение на повече от седем години той извършва няколко пътешествия.

## Изследователска дейност (1865 – 1872)
В Южна Африка Маух работи всякаква работа, за да изкарва прехраната си. Със съдействието на немския картограф Аугуст Петерман той получава средства за закупуване на необходимите му инструменти и съоръжения и се отправя в своето първо пътешествие.
През 1865 – 1866 г. изследва почти цялата територия на областта Трансваал и през март 1866 съставя първата достатъчно пълна и детайлна карта на областта. По-късно тя е обработена и допълнена от други двама германци живеещи в Трансваал – мисионера А. Меренски и журналиста Ф. Йепе, и впоследствие публикувана в Гота.
От май 1866 до януари 1867 г. Маух се записва в експедицията на английския ловец Хартли, която се насочва в района на народа матабеле и по този начин извършва първото си голямо пътешествие. Експедицията се отправя на север от Трансваал и достига до горното течение на десния приток на Замбези – река Умниати и притока ѝ Умфули в района на племето машона. Научните резултати от това пътешествие са не само много точните маршрутни топографски снимки, но и първото компетентно геолого-географско описание на междуречието Замбези-Лимпопо. Маух установява, че вододела между тези две реки минава по заравненото плато Матабеле, а не по високи планини, както се е смятало дотогава. Той събира богати естествено-исторически колекции, продажбата на които му дава необходимите средства за нови пътешествия.
От март до декември 1867 г., отново с помощта на Хартли, Маух извършва ново пътешествие в същия район, но този път експедицията се придвижва далеч на север. По време на пътешествието той отделя особено внимание на геоложките изследвания и открива големи златни залежи в страната на машоните и друго голямо находище – в басейна на река Тати, вливаща се в Шаши, ляв приток на Лимпопо.
През май 1868 г. Маух, който дотогава зависи от избора на маршрути на Хартли, предприема предприема самостоятелно пътешествие отново в същите райони. Експедицията тръгва от Почефструм (26°42′ ю. ш. 27°06′ и. д. / 26.7° ю. ш. 27.1° и. д.), преминава през Претория, Лиденбург (25°06′ ю. ш. 30°27′ и. д. / 25.1° ю. ш. 30.45° и. д.) и оттам пресича от юг на север Трасваал, форсира река Лимпопо и по долината на левия ѝ приток река Бубие и достига южните граници на страната на матабеле. Там той по погрешка попада в плен, но скоро е освободен и пред октомври 1868 г. достига до мисионерската станция Иняти. В страната на матабеле, след смъртта на върховния вожд цари неспокойна обстановка, която попречва на плановете му за продължаване на пътешествието му на север до река Замбези. Поради това той се ограничава с това, че през януари 1869 г. още веднъж пребивава в района на изворите на река Умниати, след което се завръща в Трансваал.
През следващите две години 1869 – 1870 извършва нови изследвания в Трансваал и в съседните райони.
През 1871 – 1872 г. извършва своето последно голямо пътешествие, като става първия европеец преминал по източната част на междуречието Лимпопо-Замбези и достига до селището Сена (17°27′ ю. ш. 35°02′ и. д. / 17.45° ю. ш. 35.033333° и. д.). Освен богатите картографски, физико-географски и геоложки материали, тази експедиция доставя и първите сведения за Голямо Зимбабве (20°16′ ю. ш. 30°54′ и. д. / 20.266667° ю. ш. 30.9° и. д.) – грандиозен археологичен комплекс в югоизточната част на Зимбабве, открит през 1868 г. от ловеца Адам Рендерс и посетен от Маух през 1871 г., който вижда в него руините на библейския Офир.
Откритите златни залежи донасят слава за Маух, но не и богатство. При последното си пътешествие се разболява от малария и през Антилските о-ви се връща в Германия през 1872 г.

## Следващи години (1872 – 1875)
За откритията си в Южна Африка Маух е награден със смешната сума от £ 25 от Кралското географско дружество в Лондон. Изпълнен с отвращение и презрение към всичко и всички Маух се отдава на земеделие до 27 март 1875 г., когато се хвърля от прозореца на стаята си. Закаран в болницата в Щутгарт, лекарите повече от седмица се борят за живота му, но неуспешно. Умира на 4 април 1875 година, ненавършил 38 години.

## Трудове
- „Carl Mauch's Reisen im Innern von Süd-Afrika 1865 – 1872“, <Petermanns Geogr. Mitteilungen>, Erg.-heft Nr. 37, Gotha, 1874.